# Teste de Turke
Teste de Turke (übersetzt etwa Kopf des Türken) ist ein Gericht der mittelalterlichen Küche, das seinen Ursprung nach heutigem Wissensstand im arabischen Raum hatte. Durch den kulturellen Austausch nach der normannischen Eroberung des vormals unter arabischem Einfluss stehenden Sizilien gelangte dieses Gericht auch nach England, wo es ähnlich wie Poume d’oranges in verschiedenen mittelalterlichen anglonormannischen Handschriften auftauchte.
Es sind mehrere Zubereitungsweisen dieses Gerichts überliefert. Außerhalb der Fastenzeit wurde es aus Schweine- und Hühnerfleisch hergestellt. Das Fleisch wurde fein gehackt und unter anderem mit Safran, Eiern, Brotkrumen und Mandeln vermengt. In einem Saumagen wurde es dann gekocht. Nach dem Kochen wurde der Saumagen entfernt, die Fleischmasse mit einer Eigelbmasse bestrichen und gebacken, bis der Eimantel fest wurde. In seiner Form mag dieses Rezept durchaus einem Kopf geglichen haben. In einer weiteren, durch eine erhalten gebliebene anglonormannische Handschrift überlieferten Variante wurde eine Teighülle mit Kaninchen- und Geflügelfleisch gefüllt, das mit Datteln, Honig und Käse vermengt war. Das kopfähnliche Aussehen wurde unter anderem dadurch erreicht, dass die Teigform oben mit dunklen Nüssen und die Seiten mit Pistazien bestreut wurden. Beide Varianten lassen sich angeblich auf ein maurisch-spanisches Gericht mit dem Namen Rās maimūn (übersetzt Affenkopf) zurückführen.